# NGC 970
NGC 970 là cặp thiên hà tương tác trong chòm sao Tam Giác, ước tính 471 triệu năm ánh sáng.